# Arthus-Reaktion
Die Arthus-Reaktion, die auch Arthus-Phänomen genannt wird, ist eine lokale Typ-III-Überempfindlichkeitsreaktion oder Reaktion vom Arthus-Typ (klassische Einteilung nach Coombs und Gell, siehe dazu Allergie).
Benannt ist das Phänomen nach dem Physiologen Maurice Arthus, der 1903 entdeckte, dass bei zuvor sensibilisierten Versuchstieren, nach erneuter Injektion des betreffenden Antigens, schwere entzündliche Reaktionen in der Nähe der Einstichstelle auftreten. 
Der Arthus-Reaktion liegt als Typ-III-Reaktion eine Immunantwort gegen lösliche Antigene zu Grunde. Dabei werden IgG-Antikörper gebildet. Wird das betreffende Antigen nach erfolgter Immunantwort beziehungsweise Sensibilisierung erneut subkutan gespritzt, so können die gebildeten IgG-Antikörper in das Gewebe hineindiffundieren und an das lokal verabreichte Antigen binden. Weil nur wenig Antigen subkutan gespritzt wird, kommt es auch nur zur lokalen Bildung von Immunkomplexen. Diese Immunkomplexe können an die FcγRIII-Rezeptoren von Mastzellen oder an Leukozyten binden. Es wird eine lokale Entzündungsreaktion ausgelöst, die sich in einer erhöhten Gefäßpermeabilität (Quaddelbildung) zeigt. Das Maximum dieser Reaktion ist nach 3 bis 8 Stunden erreicht, nach 48 Stunden ist sie wieder verschwunden.